# Ustilago aschersoniana
Ustilago aschersoniana är en svampart som beskrevs av A.A. Fisch. Waldh. 1879. Ustilago aschersoniana ingår i släktet Ustilago och familjen Ustilaginaceae.   Inga underarter finns listade i Catalogue of Life.